# Johann Joseph Christian
Johann Joseph Christian (* 12. Februar 1706 in Riedlingen; † 22. Juni 1777 ebenda) war ein deutscher Bildhauer, Holzschnitzer und Stuckateur des Rokoko. Als seine Hauptwerke gelten die Chorgestühle der Klosterkirchen Zwiefalten und Ottobeuren an der Oberschwäbischen Barockstraße.

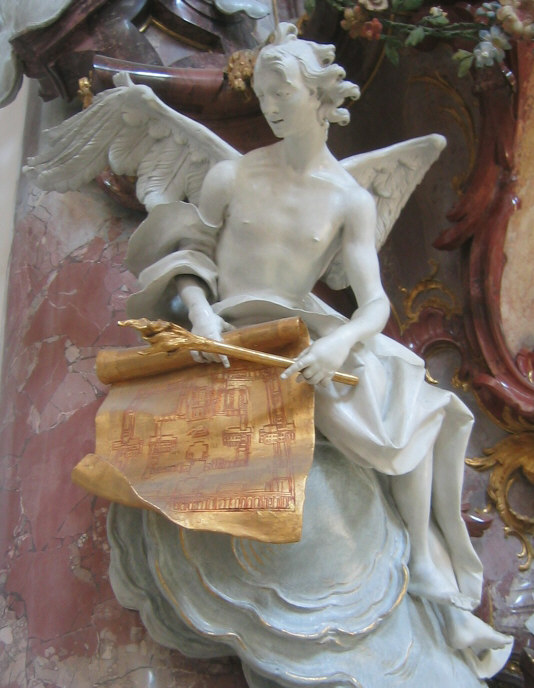
Stuckengel in Zwiefalten

## Leben
Christian wuchs als Sohn eines 1705 in die vorderösterreichische Stadt Riedlingen an der Donau zugezogenen Lehrers auf. In Biberach an der Riß ging er bei Johann Eucharius Hermann in die Lehre. 1728 kehrte er nach Riedlingen zurück und heiratete ohne Erlaubnis des Riedlinger Magistrats Maria Jacobine Roisine Wocherin aus der Heimat seiner Stiefmutter, dem Klosterdorf Wald. 1731 arbeitete er für den Konstanzer Bischof in Wilflingen, woran sich verschiedene kleinere Aufträge in der Region anschlossen. 1736 konnte er gegen eine Art Kaution das Riedlinger Bürgerrecht erwerben.
Christians seltene Doppelbegabung als Holzschnitzer und Stuckbildhauer, die in dieser Qualität neben ihm nur der etwas ältere Joseph Anton Feuchtmayer aufweisen konnte, machte ihn schnell bekannt. So erhielt er  den Auftrag zur bildhauerischen Ausstattung der Klosterkirche Unserer Lieben Frau in Zwiefalten, für die er bis 1755 neben zahlreichen Stuckfiguren für Hochaltar und Kirchenraum in Zusammenarbeit mit dem Schreiner Martin Hermann ein mit vergoldeten Holzreliefs reich verziertes hölzernes Chorgestühl schuf. Zur gleichen Zeit arbeiteten auch der Maler Franz Joseph Spiegler und der Stuckateur Johann Michael Feuchtmayer in Zwiefalten.
Anschließend war Christian in gleicher Rolle bei der Ausstattung der Klosterkirche in Ottobeuren tätig (1755–1767), für die er wiederum mit Hermann das Chorgestühl schuf. Auch in Ottobeuren traf Spiegler wieder auf J. M. Feuchtmayer.
Nach seinen beiden Hauptwerken schuf Christian noch größere Arbeiten für die Pfarrkirche in Unlingen und für die Stiftskirche Buchau. Christian lebte, von längeren Arbeitsreisen abgesehen, zeit seines Lebens in seiner Vaterstadt Riedlingen, zuletzt im sogenannten Zwiefaltener Hof (heute Sparkasse).
Christian und seine Frau hatten zehn Kinder, von denen fünf das Kindesalter überlebten. Sein Sohn Karl Anton Christian (1731–1810) wurde unter dem Klosternamen Columban Abt des Klosters St. Trudpert im Schwarzwald. Sein jüngerer Sohn Franz Joseph Christian (1739–1798) wurde ebenfalls Bildhauer und übernahm die Werkstatt des Vaters. Zu den Schülern oder Mitarbeitern Christians zählen außerdem Christian Jorhan (der Ältere), Franz Magnus Hops, Joseph Hörr und aus stilistischen Gründen vermutlich auch der spätere hohenzollerische Hofbildhauer Johann Georg Weckenmann.

## Werke

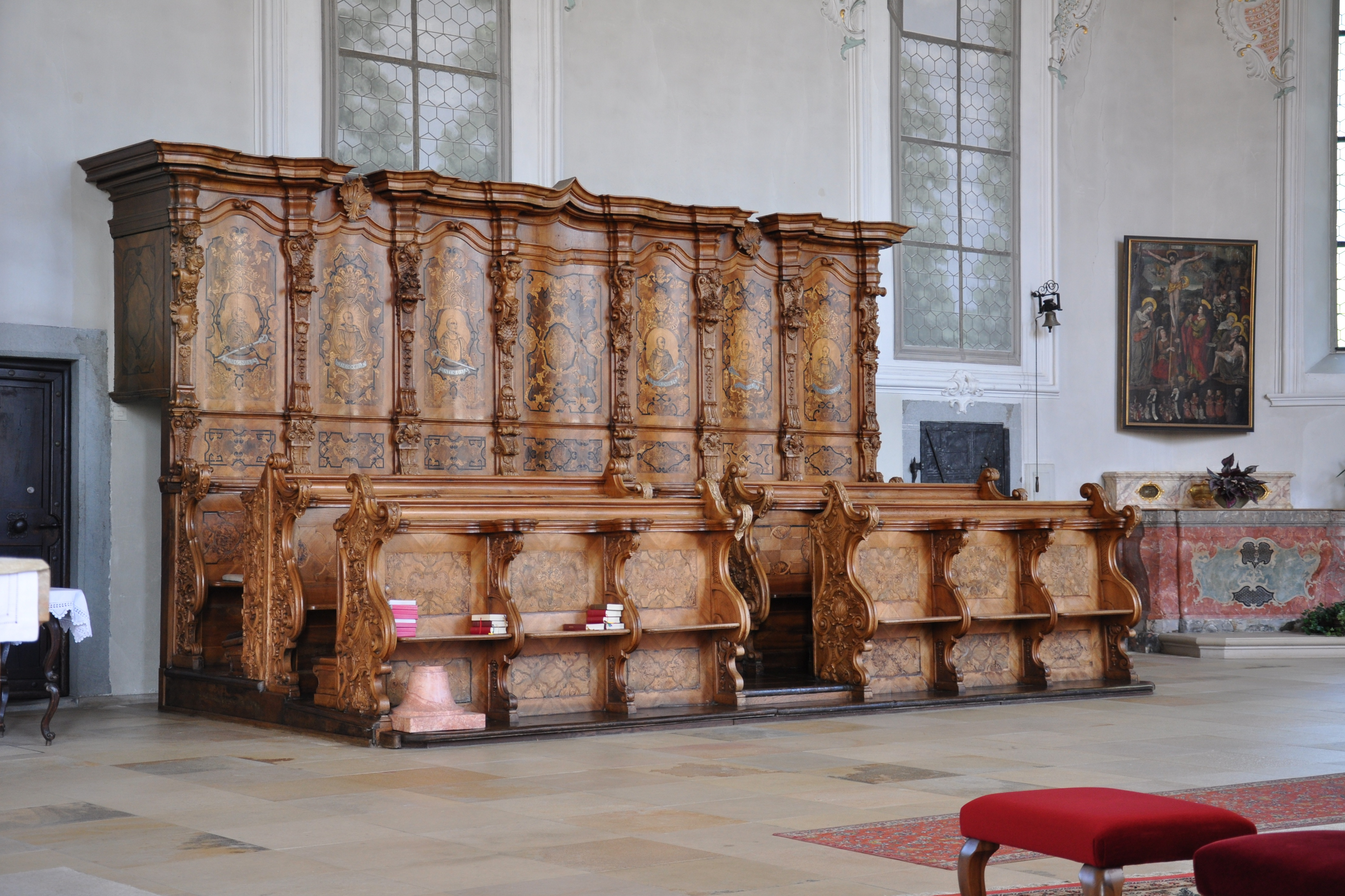
Chorgestühl in der Pfarrkirche St. Gallus in Bregenz, 1742 für die Klosterkirche Mehrerau geschaffen

- Vier Evangelisten und Kruzifix (Holz), Pfarrkirche Benzingen, 1732
- Kreuzigungsgruppe mit Maria und Johannes (Holz), Schlosskapelle Meßkirch (heute Pfarrkirche Emmingen ab Egg), 1738
- Hl. Nikolaus (Stein), Kapelle Schloss Mochental, 1740
- Hochaltaraufsatz , Liebfrauenkirche Saulgau, seit 1912 Pfarrkirche St. Johannes Baptista, Lautlingen
- St.-Josephs-Altar mit den Hl. Meinrad und Fidelis (Holz), Josephskapelle Sigmaringen, 1741
- Chorgestühl, Abtei Mehrerau bei Bregenz (heute in der Pfarrkirche St. Gallus, Bregenz), 1742
- Chorgestühl und Stuckplastik, Münster Unserer Lieben Frau Zwiefalten, 1744–1755
- Hl. Apollonnia, Sebastian und Johannes der Täufer (Holz), Pfarrkirche St. Nikolaus, Feldhausen, 1745
- Hl. Magnus (Stuck), St.-Magnus-Kapelle, Gossenzugen bei Zwiefalten, 1749
- Vielwunderkreuz (Holz), Marienkapelle, Ertingen, 1755
- Chorgestühl und Stuckplastik, St. Alexander und Theodor, Basilika des Klosters Ottobeuren, 1755–1767
- Hochaltar mit den Hl. Karl Borromäus und Johann Nepomuk (Stuck), Pfarrkirche Maria Immaculata, Unlingen, 1774–1776
- Stuckplastik, Stiftskirche St. Cornelius und Cyprianus, Bad Buchau, 1774–1776 (vollendet von F. J. Christian)
- Fürstenberg-Epitaph (Stuck), Stadtpfarrkirche St. Martin Meßkirch, 1775–1776
- Modelle für die Stuckreliefs und Chorgestühlfiguren, Klosterkirche Wiblingen, 1776 (ausgeführt von F. J. Christian)
- Maria als Schmerzensmutter, Kapelle in Datthausen bei Obermarchtal
- Kruzifix, Pfarrkirche Daugendorf bei Riedlingen